# Skalánion
Skalánion är en ort i Grekland.   Den ligger i prefekturen Nomós Irakleíou och regionen Kreta, i den sydöstra delen av landet, 300 km söder om huvudstaden Aten. Skalánion ligger 242 meter över havet och antalet invånare är 1 012.
Terrängen runt Skalánion är huvudsakligen kuperad, men åt nordväst är den platt. Terrängen runt Skalánion sluttar norrut.Runt Skalánion är det ganska tätbefolkat, med 58 invånare per kvadratkilometer. Närmaste större samhälle är Heraklion, 6,4 km nordväst om Skalánion. Trakten runt Skalánion består till största delen av jordbruksmark.